# Elachista helia
Elachista helia is een vlinder uit de familie grasmineermotten (Elachistidae). De wetenschappelijke naam is voor het eerst geldig gepubliceerd in 2014 door Lauri Kaila en Virginijus Sruoga.

## Type
- holotype: "male. 16.IV.1986. leg. J. Klimesch. genitalia preparation L. Kaila no. 5754"
- instituut: ZSM München, Duitsland.
- typelocatie: "Greece, Rhodos, Koskinou"[1]

## Voorkomen
De soort komt voor op Rhodos in Griekenland.